# Nomorhamphus bakeri
Nomorhamphus bakeri är en fiskart som först beskrevs av Fowler och Bean 1922.  Nomorhamphus bakeri ingår i släktet Nomorhamphus och familjen Hemiramphidae. Inga underarter finns listade i Catalogue of Life.